# Op de drempel van de eeuwigheid
Zittende man (het hoofd steunend op de vuisten) op de drempel van de eeuwigheid, ook genoemd Oude man met smart, is een olieverfschilderij van Vincent van Gogh, gebaseerd op een gelijknamige lithografie uit 1882 en voltooid in Saint-Rémy-de-Provence begin mei 1890, twee maanden voor zijn dood. Het doek is in het bezit van het Kröller-Müller Museum in Otterlo.
In een brief eind 1882 aan zijn broer Theo schrijft Vincent:
Heden en gisteren teekende ik twee figuren van een oud man die met de elbogen op de knieen en ’t hoofd in de handen zit. Ik heb het indertijd van Schuitemaker gedaan & bewaarde steeds de teekening omdat ik ’t nog eens beter wilde doen. Misschien zal ik daar ook eene lith. van maken. Wat is zoo’n ouden werkman in zijn gelapt bombazijnen pak met zijn kalen kop toch mooi.
Van de lithografie maakte Van Gogh enkele kopieën, die thans zijn verspreid over het Van Gogh Museum en andere internationale musea.
Het Kröller-Müller bezit de litho Treurende oude man uit dezelfde periode maar gespiegeld en met meer rimpels en andere afwijkende details. Op het schilderij past Van Gogh zijn kleurenleer met drie primaire kleuren toe, waarbij het koude blauw constrasteert met het rode vuur en de geelgroene achtergrond.
Het beeld van de verdrietige oude man die zijn hoofd verbergt in zijn vuisten, is een bekend motief voor illustraties over bijvoorbeeld depressies.